# Антоніо Лотті
Антоніо Лотті (італ. Antonio Lotti, 5 січня 1667, Венеція — 5 січня 1740, Венеція, Венеційська республіка) — композитор епохи бароко, який працював у Венеції та німецьких державах. Автор 8 ораторій і 24 опер, а також численних творів духовної музики.

## Життєпис
Антоніо Лотті народився у 1667 році, коли його батько Маттео Лотті служив придворним капельмейстером у Ганновері, однак місцем народження Антоніо часто вказана Венеція. Сам Антоніо називав себе венеційцем (італ. Veneto Відомо також, що він навчався у Венеції у маестро Леґренці і що ще до того, як Антоніо виповнилося 16 років, він поставив свою першу оперу, Il Giustino, на венеційській сцені. За іншими джерелами, його першою оперою була Il trionfo dell'innocenza, поставлена на початку 1690-х років.
У 1687 році Антоніо вступив до хору собору св. Марка у Венеції на місце альта. У 1690 році він став помічником органіста, два роки по тому другим органістом, а в 1704 році першим органістом. З 1702 по 1717 рік були поставлені сімнадцять опер Лотті. Він також писав музику для жіночого хору лікарні Ospedale degli Incurabili.
З 1717 по 1719 рік Лотті, на запрошення правителя Саксонії Фрідріха Августа, проживав у Дрездені. За цей час там були поставлені три його опери: Giove in Argo, Ascanio і Teofane. Його опера, зокрема, була першою виконаною в новому оперному театрі Дрездена в 1719 році. Разом з ним до Дрездена були запрошені його дружина, сопрано Санта Стелла, ще ряд співаків і лібретистів. З 1719 року, повернувшись до Венеції, Лотті повністю відмовився від творів світської музики і зосередився на духовних жанрах: месах, мотетах та інших. У 1736 році він зайняв посаду капельмейстера собору св. Марка з річною платнею в 400 дукатів.
Лотті належить заслуга виховання декількох видних композиторів і музикантів. Серед його учнів — Джузеппе Альберті, Бальдассаре Галуппі, Франческо Гаспаріні, Бенедетто Марчелло і Песчетті.
Антоніо Лотті помер 5 січня 1740 року від набряку. Він був похований в церкві Сан-Джеминьяно. Вважається, що його останки були перенесені в інше місце перед руйнуванням церкви Наполеоном в 1807 році, але нинішнє їх місцезнаходження невідоме.

## Творчість
Творчість Лотті може бути умовно поділено на два періоди, до і після повернення з Дрездена. Якщо в перший період композитор активно складав як духовну, так і світську музику, то в другому періоді він зосередився виключно на духовній. Проте його перу належить значна кількість світських творів, у тому числі:
- 24 опери, написаних для Венеції, Відня і Дрездена. Вісім з цих опер дійшли до наших днів повністю: Alessandro Severo, Ascanio, Costantino, Foca superbo, Giove in Argo, Polidoro, Porsenna і Teofane. Ще з дев'яти збереглися окремі частини, а сім вважаються втраченими повністю[5]
- вісім ораторій, з яких збереглися лише дві: Il voto crudele і L'umiltà coronata in Esther
- світські твори малої форми, частина яких була зібрана в збірник «Duetti, terzetti e madrigali a piu voci», присвячений імператору Леопольду I .
- Духовні твори, серед яких найбільшу популярність одержав Crucifixus а 8

Духовна музика Лотті включає численні меси, мотети, антифони, Miserere. Missa Sapientiae Лотті зберігалася в особистій бібліотеці Баха, і існує думка, що її вплив відчувається у бахівській Мессі сі мінор.
Один із мадригалів Лотті, включених до збірки 1705 року, La vita caduta (in una siepe ombrosa), був виконаний у Лондоні в 1731 році як твір Бокончині. В результаті після скандалу ім'я справжнього автора було встановлено. .